# Henri Godding
Henri Marie Jean Louis Joseph Godding (Brussel, 28 mei 1892 - 16 oktober 1980) was een Belgische atleet, die gespecialiseerd was in de middellange afstand. Hij nam eenmaal deel aan de Olympische Spelen en veroverde één Belgische titel.

## Biografie
Godding behaalde in 1913 de Belgische titel op de 10.000 m. Hij slaagde er dat jaar ook in een handicaprace over 5000 m te winnen van de bekende Franse langeafstandsloper Jean Bouin. Hij had een voorgift van 310 m gekregen.
In 1920 nam Godding op de 800 m deel aan de Olympische Spelen van Antwerpen. Hij werd uitgeschakeld in de series.
Henri Godding was aangesloten bij Union Sint-Gillis.

## Belgische kampioenschappen
| Onderdeel | Jaar |
| --------- | ---- |
| 10.000 m  | 1913 |

## Palmares

### 800 m
- 1920: 6e in serie OS in Antwerpen

### 10.000 m
- 1913:  BK AC - 34.45,4